# Die schönsten Melodien aus Derrick & Der Alte
Die schönsten Melodien aus Derrick & Der Alte è una raccolta di colonne sonore pubblicata nel 1979 da Frank Duval, per festeggiare i famosi telefilm tedeschi L'ispettore Derrick e Il commissario Köster.

## Lista delle tracce
1. "Todesengel" – 4:30 (Derrick - L'angelo della morte)
2. "Me To You" – 3:08 (Derrick - Il fotografo)
3. "Ballade pour Adeline" – 2:35 (Der Alte - Il giocatore)
4. "Sky Train" – 4:20 (Derrick - I secondi perduti)
5. "Mandala" – 5:21 (Der Alte - Il bell'Alex)
6. "Farewell" – 3:10 (Derrick - Il padre di Lissa)
7. "Love" – 3:50 (Derrick - In tre col morto)
8. "Tyana" – 3:35 (Derrick - Un tè di mandorle amare)
9. "Sorry To Leave You" – 2:02 (Der Alte - Intrighi pericolosi)
10. "Tears" - 4:12 (Der Alte - Musica notturna)
11. "Kalinas Melodie" - 3:25 (Derrick - Il ritorno di Schubach)

## Musicisti
- Martin Harrison - batteria, percussioni
- Günther Gebauer - basso
- Billy Lang, Michael Goltz - chitarra
- Mladen Franko - piano, ARP
- Frank Duval - polymoog, minimoog
- Gudrun Haag - arpa

## Riconoscimenti
- Prodotto e arrangiato da Frank Duval
- Registrato da Peter Floß